# Tatra KT8D5
Tatra KT8D5 est un tramway bidirectionnel, construit par la société tchécoslovaque ČKD de 1984 à 1999. Ces rames ont fourni les réseaux de tramways des pays de l'Est.

## Reconstruction et modernisation
| Type             | Modifications majeures | Dates            | Villes ayant reçu les rames modernisées |
| ---------------- | ---------------------- | ---------------- | --------------------------------------- |
| Tatra KT8D5R.N2  | /                      | à partir de 2002 | Brno, Košice                            |
| Tatra KT8D5R.N1  | /                      | 2003–2009        | Ostrava                                 |
| Tatra KT8D5R.N2P | /                      | à partir de 2004 | Plzeň, Prague                           |

## Production
| Pays               | Ville           | Modèle  | Années de livraison | Quantité | Numéros de parc |
| ------------------ | --------------- | ------- | ------------------- | -------- | --------------- |
| Bosnie-Herzégovine | Sarajevo        | KT8D5K  | 1990                | 1        | 300             |
| République tchèque | Brno            | KT8D5   | 1986–1990           | 23       | 1701–1723       |
| République tchèque | Brno            | KT8D5SU | 1993                | 5        | 1724–1728       |
| République tchèque | Most – Litvínov | KT8D5   | 1986–1990           | 8        | 315–322         |
| République tchèque | Ostrava         | KT8D5   | 1989–1990           | 16       | 1500–1515       |
| République tchèque | Plzeň           | KT8D5   | 1989                | 12       | 288–299         |
| République tchèque | Prague          | KT8D5   | 1986–1990           | 48       | 9001–9048       |
| Russie             | Volgograd       | KT8D5   | 1990                | 1        | 5834            |
| Corée du Nord      | Pyongyang       | KT8D5K  | 1990                | 45       | 1001–1045       |
| Slovaquie          | Košice          | KT8D5   | 1986–1991           | 40       | 500–539         |